# Edificio Banco Santander (Bilbao)
El Edificio Banco Santander o Edificio Gran Vía 4 es un edificio ubicado en el número 4 de la Gran Vía de Don Diego López de Haro de la villa de Bilbao, colindante a la plaza Circular.
Sede de varias entidades bancarias desde su inauguración, en mayo de 2018 el banco Santander traspasó su sede a la gestora británica M&G Real State. Tras la operación de venta, el inmueble fue reconvertido en un hotel de lujo de cinco estrellas, el Radisson Collection Hotel, Gran Vía Bilbao, operado por la cadena internacional estadounidense Radisson e inaugurado en marzo de 2022. La propia entidad bancaria del Santander mantuvo su sucursal en la planta baja del edificio.

## Características
Con una superficie de 9.647 metros cuadrados distribuidos en siete plantas, fue construido en 1950 por el arquitecto Manuel Ignacio Galíndez Zabala en colaboración con José María Chapa, que dos años antes habían proyectado el edificio Naviera Aznar. 
Galíndez muestra en este proyecto su tendencia más monumentalista, contrapesada por su sensibilidad en la articulación de los espacios y elementos arquitectónicos, rematando superiormente el chaflán en esquina con una escultura alegórica.
La doble altura abierta por el patio de operaciones al que vierten las sucesivas entreplantas establece un juego de espacios interiores a la vez que denota una maestría en la combinación de los materiales y las texturas: mármol verde oscuro, latón. La utilización de estos materiales nobles unida a la calidad espacial del patio muestra la síntesis de sobriedad y suntuosidad que persigue el arquitecto.
El solar limita con tres calles (Gran Vía, Berástegui y Ledesma), resultando tres fachadas que están resueltas con un basamento o zócalo de granito en planta baja, cuatro plantas en piedra arenisca, con un orden jónico gigante, ático y sobreático.

## Sedes bancarias y nuevo uso hotelero
A lo largo de la primera mitad del siglo XX, diversas sedes bancarias fueron ubicándose en el primer tramo de la Gran Vía bilbaína. Inicialmente, el edificio ubicado a la altura del número 4 fue sede del Banco Hispano Americano, para pasar posteriormente a serlo del Banco Santander.
El 1 de mayo de 2018 se informó que esta última entidad cerró por 60 millones de euros la venta del edificio a un fondo de inversión británico, traspasándose la sede a la gestora M&G Real State.
Tras la operación de venta, el inmueble fue reconvertido en un hotel de lujo de cinco estrellas, el Radisson Collection Hotel, Gran Vía Bilbao, operado por la cadena internacional estadounidense Radisson, e inaugurado en marzo de 2022. El banco Santander mantuvo su presencia en la planta baja.